# رولاند زاريت
رولاند زاريت (بالإسبانية: Rolando Zárate)‏ هو لاعب كرة قدم أرجنتيني، ولد في 6 أغسطس 1978 في هايدو في الأرجنتين. شارك مع منتخب الأرجنتين لكرة القدم. أما مع النوادي، فقد لعب مع برشلونة جواياكويل وتايجرز أونال وديفنسا خوستيكا وريال مدريد كاستيا وريال مدريد وريال مورسيا وريفر بليت وسيوداد دي مورسيا وفيليز سارسفيلد ونادي الاتحاد ونادي مونتيري وهوراكان.

## وصلات خارجية
- رولاند زاريت على موقع الاتحاد الدولي (مؤرشف)  (الإنجليزية)
- رولاند زاريت على موقع قاعدة بيانات كرة القدم.إي يو (الإنجليزية)
- رولاند زاريت على موقع ناشيونال فوتبول تيمز (الإنجليزية)